# Thrixspermum sutepense
Thrixspermum sutepense är en orkidéart som först beskrevs av Robert Allen Rolfe och Dorothy Downie, och fick sitt nu gällande namn av Tang och Fa Tsuan Wang. Thrixspermum sutepense ingår i släktet Thrixspermum och familjen orkidéer. Inga underarter finns listade i Catalogue of Life.